# Samuel Richardson

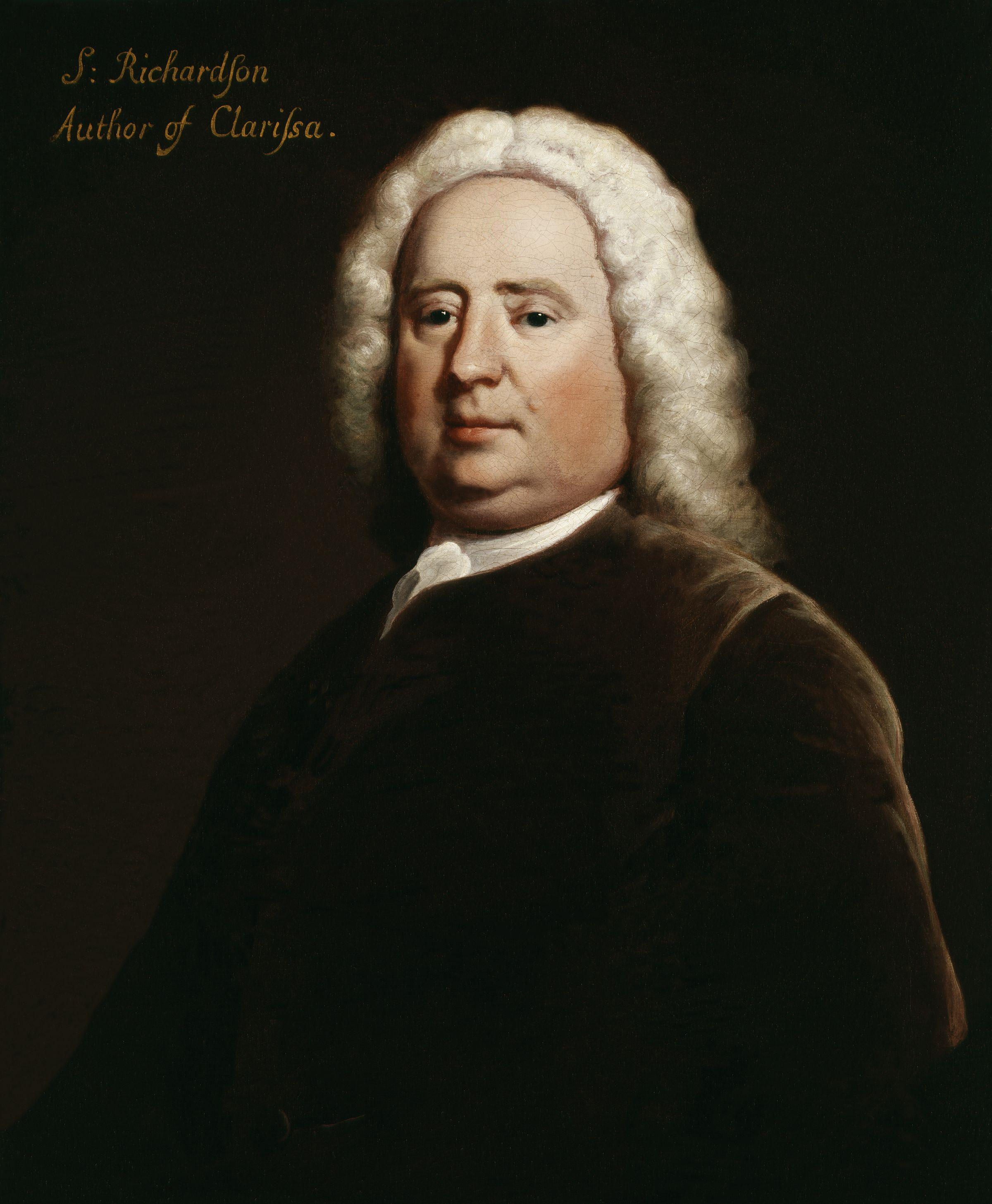
Samuel Richardson von Joseph Highmore

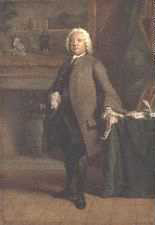
Samuel Richardson

Samuel Richardson (* 19. August 1689 in Mackworth, Derbyshire, England; † 4. Juli 1761 in London) war ein britischer Schriftsteller, der vor allem für seine empfindsamen Tugendromane bekannt ist.

## Leben
Richardson wurde als Sohn eines Schreiners geboren und erlernte zunächst den Beruf des Buchdruckers. Er war bereits als Drucker und Verleger sehr erfolgreich und brachte es in London zum Druckereibesitzer, als er im 50. Lebensjahr 1740 den Auftrag bekam, eine Sammlung von Musterbriefen für junge Damen zu verfassen. Die Arbeit an diesem Briefsteller, der schließlich 1741 unter dem Titel Familiar Letters veröffentlicht wurde, regte Richardson dazu an, einen Briefroman zu schreiben.
Das Werk mit dem Titel Pamela oder die belohnte Tugend aus dem Jahr 1740, in dem sich ein tugendhaftes Dienstmädchen gegen die derben und brutalen Belästigungen ihres Herrn zur Wehr setzen muss, seinen sittlich verkommenen Herrn schließlich bekehrt und sich dann von ihm heiraten lässt, wurde sofort ein großer Erfolg. Der Roman begründete nicht nur das Genre des empfindsamen Romans, zu dessen bekanntesten deutschen Beispielen Goethes Werther gehört, sondern war auch eines der wegweisenden Werke in der Geschichte des Romans, da hier erstmals durchgängig eine subjektive Stimme den allwissenden Erzähler verdrängte.
Das Werk begründete zudem die Schule der empfindsamen Literatur. Gegen diese Art der Empfindsamkeit entwickelte sich schon bald eine Opposition, die beispielsweise in Henry Fieldings Parodie Shamela (1741) zum Ausdruck kam, die moralische Heuchelei und verklemmte Zweideutigkeiten des Buchs anprangerte. Den Erfolg von Richardsons Roman beeinträchtigte das jedoch nicht. Insgesamt 22 Jahre (1739–1761) überarbeitete Richardson Pamela (1739/40) und behielt dabei stets Ton und Ästhetik der Progression der Epoche im Blick. Er markierte deshalb nicht nur ihren Beginn, sondern schrieb ihre Entwicklung literaturhistorisch mit.
Sein nächstes Buch, Clarissa or, The History of a Young Lady (1748) verkaufte sich noch besser als Pamela – und das obwohl es aus 547 Briefen bestand und eine Länge von über einer Million Wörter hatte, womit es der längste Roman seiner Zeit war. Folglich reizte es die zeitgenössischen Autoren auch zu einer ausführlichen Besprechung, wie zum Beispiel durch Henry Fieldings Schwester Sarah Fielding (Remarks on Clarissa. 1749), der Richardson trotz der satirischen Kritik ihres Bruders wohlgesinnt blieb. Richardsons dritter Briefroman Sir Charles Grandison (1753) stellte im Unterschied zu den beiden Vorgängern einen Mann ins Zentrum der Handlung, und einen guten Mann zudem. Waren Pamela und Clarissa ständig Opfer böser, lüsterner Männer gewesen, entwirft Richardson in seinem letzten Roman in Sir Charles Grandison das Bild des idealen christlichen Gentleman. Auch dieser Roman wurde, obwohl er nochmals geringfügig länger war als Clarissa, ein großer Erfolg. Jean-Jacques Rousseau knüpfte an Richardsons Erfolge an mit seiner Julie oder Die neue Heloise von 1761.
Auch in Deutschland wurden Richardsons Briefromane viel gelesen und übten Einfluss aus. So war Sir Charles Grandison Cornelia Goethes Lieblingsbuch, weil sie sich mit der Figur der Harriet Byron identifizierte. Den ersten Versuch eines deutschen Briefromans startete Christian Fürchtegott Gellert mit dem Roman Leben der schwedischen Gräfin von G*** (1746). Einen enormen Erfolg konnte die Geschichte des Fräuleins von Sternheim (1771) von Sophie von La Roche verbuchen. Diese an Richardson angelehnte Geschichte eines gefallenen Mädchens bzw. Fräuleins war unter anderem als Vorbild für Goethes Die Leiden des jungen Werthers (1774) von Bedeutung. Die Produktion deutscher Briefromane riss mit der Empfindsamkeit nicht ab, sondern reichte bis in die Zeit der Weimarer Klassik: Friedrich Schillers Schwägerin Caroline von Wolzogen veröffentlichte 1797 (zunächst anonym) ihren Roman Agnes von Lilien, der viele Elemente aus Richardsons Romanen aufnahm und zeitweise Schiller bzw. Goethe zugeschrieben wurde.
Großen Einfluss hatten Richardsons Romane Pamela und Clarissa auch auf das deutsche bürgerliche Trauerspiel in seiner frühen, empfindsamen Phase, so zum Beispiel in Lessings Miss Sara Sampson (1755) oder Pfeils Lucie Woodvil (1756).
Auch wenn Richardsons Romane heute nur noch wenige Leser ansprechen, war doch seine literaturgeschichtliche Bedeutung enorm. So war ebenso der französische Philosoph und Autor Denis Diderot ein Bewunderer seiner Werke, etwa der Romane Pamela, or Virtue Rewarded (1740) und Clarissa (1748). In Diderots Schrift Éloge de Richardson (1760) lobte er Richardsons Detailtreue bezüglich der alltäglichen Dinge und weil es ihm gelang, moralische Themen anschaulich und spannend am alltäglichen Geschehen seiner Mitmenschen darzustellen. Auch ließen seine Romane den Leser vergessen, dass es sich um eine Fiktion handelte.
Er hat in einem Roman erstmals den Schwerpunkt ganz auf die innere Dramatik der Charaktere anstatt auf die äußere Handlung gelegt, und er hat erstmals ein ausführliches Psychogramm einer weiblichen Hauptfigur entworfen. Damit war Richardson wegweisend für spätere Autoren wie Jane Austen, Henry James, die Geschwister Brontë, Thomas Hardy und selbst noch für John Cleland und D. H. Lawrence.

## Intertextuelle Bezüge
In seiner Einleitung zu seiner Erzählung Eine großmütige Handlung nimmt Friedrich Schiller explizit auf die beiden Texte „Sir Charles Grandison“ und „Pamela oder die belohnte Tugend“ Bezug und hofft, dass sein Text den Leser wärmer zurücklassen möge.

## Werke (Auswahl)

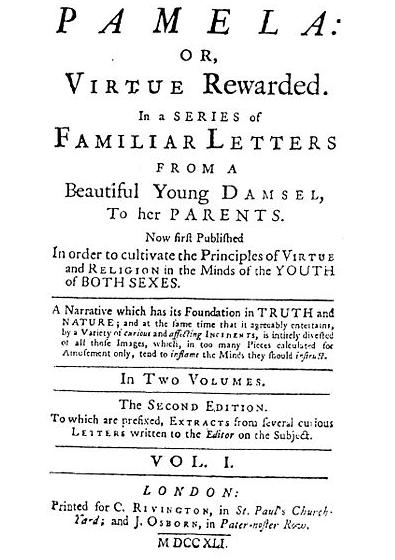
Titelblatt von Pamela or, Virtue Rewarded. (1740)

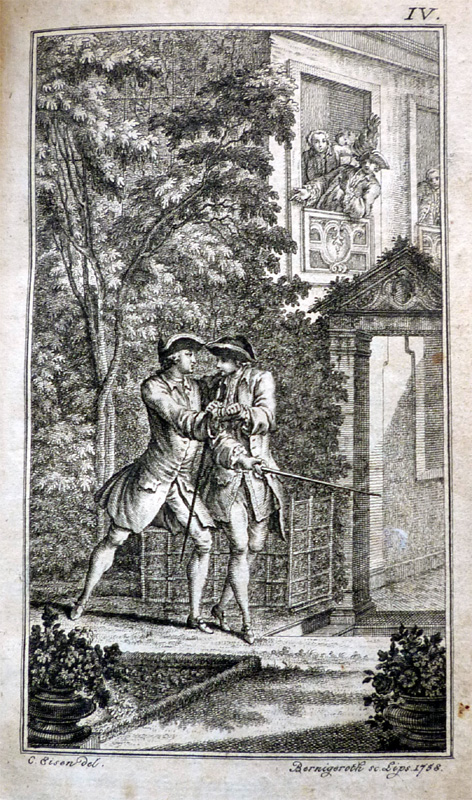
Charles Eisen (Zeichnung) / Johann Martin Bernigeroth (Kupferstich): Sir Carl im Gespräch mit Sir Hargrave, Illustration zu Samuel Richardsons „Geschichte Herrn Carl Grandison“, Abb. IV, Bd. 2, Leipzig 1759, Kupferstich, 13,4 × 7,5 cm.

- Pamela or, Virtue Rewarded. (1740)
- Clarissa or, The History of a Young Lady. (1747/48)
  - Deutsche Ausgabe: Clarissa, Die Geschichte eines vornehmen Frauenzimmers, von demjenigen herausgegeben, welcher die Geschichte der Pamela geliefert hat. Übersetzung von Johann David Michaelis, 7 Bde., Vandenhoeck, Göttingen 1748–1753
    - Bd. 1 (Digitalisat und Volltext im Deutschen Textarchiv)
    - Bd. 2 (Digitalisat und Volltext im Deutschen Textarchiv)
    - Bd. 3 (Digitalisat und Volltext im Deutschen Textarchiv)
    - Bd. 4 (Digitalisat und Volltext im Deutschen Textarchiv)
    - Bd. 5 (Digitalisat und Volltext im Deutschen Textarchiv)
    - Bd. 6 (Digitalisat und Volltext im Deutschen Textarchiv)
    - Bd. 7 (Digitalisat und Volltext im Deutschen Textarchiv)
    - Bd. 8: Supplement (Digitalisat und Volltext im Deutschen Textarchiv)
- The History of Sir Charles Grandison. (1753/54)
  - Deutsche Ausgabe: Geschichte Herrn Carl Grandison. In Briefen entworfen von dem Verfasser der Pamela und der Clarissa. Übersetzung u. a. von Christian Fürchtegott Gellert[4] und Abraham Gotthelf Kästner, 7 Bde., Weidmann, Leipzig 1754/55

## Illustrationen
Die erste deutsche illustrierte Ausgabe des Charles Grandison entstand 1756. Dafür fuhr Philipp Erasmus Reich, Verlagsleiter bei der Buchhandlung Weidmann, aus Leipzig eigens nach London zu Richardson, um mit ihm die Themen der Illustrationen abzustimmen. Für die Zeichnungen konnte Reich den französischen Künstler Charles Eisen gewinnen. In Kupfer gestochen wurden die Darstellungen von Johann Martin Bernigeroth. Die Serie wurde schließlich von Gottfried Eichler vervollständigt. Wie üblich wurden das Frontizspiz und die 21 Kupferstiche auch separat verkauft.

## Verfilmungen
- 1974: Britischer Film von Jim O’Connolly: Mistress Pamela  frei nach seinem Roman Pamela mit Ann Michelle als Pamela Andrews und Julian Barnes als Lord Robert Devenish (Mr. B)
- 1991: Britische Fernsehserie von Robert Bierman (BBC): Clarissa  nach seinem Roman Clarissa mit Saskia Wickham als Clarissa und Sean Bean als Robert Lovelace
- 2003: Italienische Telenovela von Cinzia TH Torrini: Elisa bzw. Elisa di Rivombrosa. Die populäre Telenovela Elisa di Rivombrosa wurde frei nach dem Roman Pamela erzählt. Die Geschichte spielt in der zweiten Hälfte des 18. Jahrhunderts in Turin. Die Rolle der Pamela ist die von Elisa Scalzi (gespielt von Vittoria Puccini) in der Telenovela. Die Rolle von Mr. B ist die des Count Fabrizio Ristori (gespielt von Alessandro Preziosi).